# Погорелка (Ершовская волость)
Погорелка — деревня в Ершовской волости Псковского района Псковской области России.
Расположена в 13 км к северу от центра города Пскова и в 9 км к востоку от волостного центра деревни Ершово.
| 2001 | 2002 | 2010 |
| ---- | ---- | ---- |
| 12   | ↗15  | ↘12  |